# Джакараву
Джакараву (канн. ಜಕಾರವು) — ಜ, джа, буква  слогового алфавита каннада, звонкая постальвеолярная аффриката  [ʤ]. Символ юникода — U+0C9С. Для передачи звука [z] в заимствованных словах применяется буква джакараву с двумя точками снизу - ಜ಼ (обозначается ಼ , символ юникода — U+0CBС). ಅಕಾರ (akāra) обозначает графическую форму, символ буквы, в данном случае буквы джа (ಜಕಾರ). ವು (-ву) является окончанием именительного падежа. Буква имеет надстрочный символ талакатту, графически отличающий ее от букв «Ба» и «О»: ಬ - ಒ - ಜ и обозначающий короткую гласную «а» - ಅ. Для записи звука «дж» без «а» используется ಜ್ с добавлением символа вирама — ್, символ юникода — U+0CCD. Соответственно лигатуры с другими гласными включают в себя знак вирамы:
| ಅ | ಆ | ಇ | ಈ | ಉ | ಊ | ಋ | ೠ | ಎ | ಏ | ಐ | ಒ | ಓ | ಔ | ಅಂ | ಅಃ | — |
| - | - | - | - | - | - | - | - | - | - | - | - | - | - | - | - | - |
| ಜ | ಜಾ | ಜಿ | ಜೀ | ಜು | ಜೂ | ಜೃ | ಜೄ | ಜೆ | ಜೇ | ಜೈ | ಜೊ | ಜೋ | ಜೌ | ಜಂ | ಜಃ | ಜ್ |